# Liste der Monuments historiques in Pleine-Selve (Gironde)
Die Liste der Monuments historiques in Pleine-Selve (Gironde) führt die Monuments historiques in der französischen Gemeinde Pleine-Selve auf.

## Liste der Bauwerke
| Bezeichnung          | Beschreibung                  | Standort | Kennzeichnung | Schutzstatus | Datum | Bild |
| -------------------- | ----------------------------- | -------- | ------------- | ------------ | ----- | ---- |
| Kirche Ste-Madeleine | Erbaut im 12./13. Jahrhundert | (Lage)   | PA00083665    | Classé       | 1908  |      |

## Liste der Objekte
| Bezeichnung | Beschreibung          | Standort                           | Kennzeichnung | Schutzstatus | Datum | Bild |
| ----------- | --------------------- | ---------------------------------- | ------------- | ------------ | ----- | ---- |
| Glocke      | Bronze, 1674 gegossen | in der Kirche Ste-Madeleine (Lage) | PM33000628    | Classé       | 1942  |      |